# Baureihe 210
De Baureihe 210 is een diesellocomotief met een hydraulische overbrenging ontworpen voor het personenvervoer bij de Deutsche Bundesbahn (DB).

## Geschiedenis
In 1950 werd een locomotief met gasturbine van het type Am 4/6 1101 voor de Schweizerischen Bundesbahnen (SBB) door de Deutsche Bundesbahn getest.
Na gunstige proeven met een locomotief van de serie V169 gebouwd door Klöckner-Humboldt-Deutz in Keulen werd besloten een kleine serie locomotieven te bestellen bij Krupp in Essen.
Door het hoge brandstof gebruik van de gasturbine besloot de Deutsche Bundesbahn deze te demonteren. Na de ombouw werden deze locomotieven in de treindienst vervangen door locomotieven van de serie 218.
Deze locomotief behoort tot de V 160-familie.
Andere locomotieven uit V 160-familie zijn DB-Baureihe 215, DB-Baureihe 216, DB-Baureihe 217 en DB-Baureihe 218

### Ombouw
Nadat de gasturbine in 1981 werd verwijderd en ook de maximumsnelheid werd verlaagd tot 140 km/h werden deze locomotieven als serie 218.9 in de serie 218 vernummerd.

## Constructie en techniek
De locomotief heeft een stalen frame. De tractie-installatie heeft zowel een dieselmotor als een gasturbine die gekoppeld zijn aan een dieselhydraulische aandrijving die met behulp van cardanassen verbonden is met de beide aandrijfassen van de twee draaistellen. Een dynamo zorgt voor het verwarmen van personenrijtuigen.

## Treindiensten
De treinen werden tot de ombouw in 1981 door de Deutsche Bahn (DB) ingezet op de volgende traject.
- Allgäubahn tussen München en Lindau